# Смисао живота Монтија Пајтона
Смисао живота Монтија Пајтона (енгл. Monty Python's The Meaning of Life), или само Смисао живота, британска је мјузикл скеч комедија из 1983. године, коју су написали и извели чланови трупе Монти Пајтон, у режији Терија Џоунса. Ово је био последњи дугометражни филм у коме је глумио свих шест Пајтоноваца пре смрти Грејама Чепмена 1989. године.
За разлику од Светог грала и Житија Брајановог, два претходна филма, од којих је сваки причао једну, више-мање кохерентну причу, Смисао живота се враћа у формат скечева оригиналне телевизијске серије и првог филма Монтија Пајтона од дванаест година раније, А сада нешто сасвим другачије, лабаво структуриран као серија комичних скечева о различитим фазама живота. Пратио га је кратки филм Доживотно осигурање Кримсон.
Објављен 23. јуна 1983. у Уједињеном Краљевству, филм није био толико хваљен као његови претходници, али је и даље био добро прихваћен од стране критике и остварио је мањи успех на благајнама; зарадио је скоро 43 милиона долара у односу на буџет од 9 милиона долара. Приказан је на Филмском фестивалу у Кану 1983, где је освојио Гран при. Филм се налази на листи 20 најбољих култних филмова коју је 2010. објавио The Boston Globe.

## Радња
Шест риба у акваријуму отменог ресторана опуштено пливају заједно и говоре добро јутро једна другој, а затим виде како њиховог пријатеља Хауарда једу изван. Ово их доводи до тога да се запитају који је смисао живота. Питање је истражено у првом скечу, „Чудо рођења”, који приказује породиљу коју доктори игноришу како би импресионирали управника болнице који нема појма о здрављу. У Јоркширу, један римокатолик остаје без посла и обавештава своју бројну децу да их мора продати за научне експерименте због противљења католичке цркве контрацепцији. Један протестант гледа на то са неодобравањем и поносно примећује како протестанти могу да користе контрацепцију и да имају сексуалне односе из задовољства (мада његова жена истиче да то никада не раде).
У скечу „Раст и учење”, одељење дечака учи бонтон пре него што учествује у лекцији сексуалног образовања, која укључује гледање како њихов учитељ има однос са својом женом. Један дечак се смеје и приморан је да учествује у насилној утакмици рагбија, која као казну сукобљава ђаке са школским учитељима. „Борба између себе” се фокусира на три скеча која се тичу британске војске: прво, официр из Првог светског рата покушава да окупи своје људе током напада, али му они дају разне поклоне за одлазак; друго, савремени пуковски водник тера свој вод да кажу шта би радије радили уместо вежбања, а затим редом отпушта сваког војника. На крају, 1879. године, током битке код Исандлуане у Англо-Зулу рату, један војник открива да му је нога одгризена. Сумњајући на тигра, војници га траже и проналазе двојицу мушкараца који сумњиво носе две половине костима тигра.
Претходне секвенце се нагло завршавају са водитељком који презентира „Средину филма”. У сегменту под називом „Пронађи рибу”, бизарни ликови траже од публике да пронађе скривену рибу. „Средњи век” укључује амерички пар који посећује хавајски ресторан са тематиком средњовековног мучења, где, за интерес риба са почетка филма, конобар нуди разговор о филозофији и смислу живота. Њих двоје нису у стању да схвате то и прелазе на дискусију о „трансплантацијама органа на живо”. У „Трансплантацији органа на живо”, два болничара посећују добровољног донора органа и ваде му јетру на живо. Његова супруга у почетку није вољна да донира сопствену јетру на живо, али попушта након што један човек изађе из фрижидера и подсети је на безначајност човечанства у универзуму. Руководиоци америчког конгломерата расправљају о смислу живота пре него што их напад Доживотног осигурања Кримсон накратко прекине.
„Јесење године” почињу тако што музичар у француском ресторану пева о радостима имања пениса. Када се песма заврши, сви аплаудирају музичару, али аплауз се прекида када ужасни, прождрљиви и гротескно гојазни гост, господин Креозот, посети ресторан, на ужас свих укључујући и риба. Непрекидно повраћа и прождире огроман оброк. Након што га конобар убеди да узме чоколадицу после вечере, његова црева експлодирају, прскајући остале госте. Два члана особља чисте док се свађају и расправљају о смислу живота у скечу „Смисао живота”. Трећи конобар води публику до куће у којој је рођен, изговара неку слабу филозофију, а затим их љутито одбацује након што је његова поента завршена.
Сегмент „Смрт” приказује осуђеног човека који бира начин сопственог погубљења: жене у топлесу у спортској опреми га јуре и он пада са доверских литица у сопствени гроб испод. У краткој анимираној секвенци, неколико потиштених листова почини самоубиство бацајући се са грана свог дрвета. Сабласни косач улази у изоловану сеоску кућу и с муком убеђује домаћине и госте вечере да су сви мртви. Они прате Сабласног косача до небеса, за које је откривено да су хавајски ресторан од раније. Улазе у хотел у стилу Лас Вегаса где је увек Божић и упознају ликове из претходних скечева.
Скеч се нагло прекида за „Крај филма”. Водитељка из „Средине филма” отвара коверат и незаинтересовано открива смисао живота: „Покушајте да будете љубазни према људима, избегавајте да једете масно, прочитајте с времена на време коју добру књигу, шетајте мало и покушајте да живите заједно у миру и слози са људима свих вера и нација”.

## Улоге
- Грејам Чепмен као Председник фирме / Риба бр. 1 / Доктор / Хари Блекит / Вајмер / Хордерн / Генерал / Коулс / Наратор бр. 2 / Др Ливингстон / Трансвестит / Ерик / Гост бр. 1 / Артур Џарет / Џефри / певач у стилу Тонија Бенета
- Џон Клиз као Риба бр. 2 / Др Спенсер / Хамфри Вилијамс / Стариџ / Ејнсворт / Конобар / Ериков помоћник / Француски конобар / Сабласни косач
- Тери Гилијам као Перач прозора / Риба бр. 4 / Волтерс / Спикер на средини филма / Госпа Џоелин / Господин Браун / Хауард Каценберг
- Ерик Ајдл као Гантер / Риба бр. 3 / певач „Смисла живота” / Господин Мур / Госпођа Блекит / Вотсон / Блекит / Аткинсон / Перкинс / Жртва #3 / Човек напред / Госпођа Хенди / Човек у ружичастом / Ноел Кауард / Гастон / Анџела
- Тери Џоунс као Берт / Риба бр. 6 / Мама / Свештеник / Бигс / Наредник / Човек са савијеним рукама / Госпођа Браун / Господин Креозот / Марија / Отац Лист / Фиона Портланд-Смајт
- Мајкл Пејлин као Перач прозора / Хари / Риба бр. 5 / Господин Пајкрофт / Тата / Наратор бр. 1 / Капелан / Картер / Спеџер / Наредник пука / Пејкенхам-Волш / Човек у задњем делу / ТВ водитељка / Господин Марвин Хенди / Гувернер / Падре / Син Лист / Деби Каценберг

У осталим улогама се појављују Керол Кливленд, Сајмон Џоунс, Патриша Квин, Џуди Лу, Ендру Бикнел, Марк Холмс, Валери Витингтон, Мет Фруер, Џон Скот Мартин и Мајкл Кејн.